# Leith Cove
Die Leith Cove ist eine Nebenbucht des Paradise Harbor an der Danco-Küste im Westen des Grahamlands auf der Antarktischen Halbinsel. Sie liegt zwischen dem Boruta Point im Nordwesten und dem Conesa Point im Süden. In sie mündet unter anderem der Vivallos-Gletscher.
Wahrscheinlich geht die Benennung auf Walfänger des Unternehmens Salvesen & Co. aus dem schottischen Leith zurück.